# Villa Santa Lucia degli Abruzzi
Villa Santa Lucia degli Abruzzi è un comune italiano di 82 abitanti della provincia dell'Aquila in Abruzzo. È tra i comuni meno popolati della provincia e della regione e fa parte della comunità montana Campo Imperatore-Piana di Navelli e del parco nazionale del Gran Sasso e Monti della Laga.

## Geografia fisica
Ubicato nel Parco nazionale del Gran Sasso e Monti della Laga alle pendici meridionali della catena del Gran Sasso, Villa Santa Lucia degli Abruzzi domina la sottostante valle del fiume Tirino. Circondato da un bosco di querce e di faggi, a breve distanza si trova l'area fortificata alto-medievale detta il "Castelluccio", primitivo nucleo d'insediamento della popolazione.
Centro climatico, meta turistica soprattutto estiva e ottima base di partenza per escursioni di media-alta montagna (la cima del Monte Cappucciata con i suoi 1.801 m s.l.m. sovrasta il centro abitato) e per interessanti itinerari (Cannatina dal quale è possibile scorgere l'intera vallata del Pescara ed il territorio del chietino, con la possibilità, in condizioni meteorologiche ottimali, di avere un'incantevole vista del mare Adriatico).

## Storia
Le origini dell'insediamento vengono fatte risalire al periodo italico, dal X al IV secolo a.C. quando il centro sarebbe stato sotto il dominio di Aufinum (nei pressi di Capestrano), città vestina, da cui il nome di Aufinaes Cismontani, avamposto di protezione della valle sottostante, dove fu eretta la sepoltura di Nevio Pompuledio il Guerriero di Capestrano.
Fra il 775 e l'800 d.C. Aceprando, ex guerriero longobardo di re Desiderio, insieme ad altri insorti raggiunge la sorgente di Villocchera, dove si stabilisce. Fra il 950 ed il 1000 d.C. Villocchera s'ingrandisce e assume il nome di Villa, poi Villa Santa Lucia per la venerazione della santa siracusana in Corfinio. In una bolla di papa Pasquale II, pubblicata nel 1112, si cita la chiesa di Santa Lucia.
All'inizio del Novecento una forte emigrazione fece spopolare questa terra e molti cittadini si stabilirono negli USA ed in Canada. In precedenza frazione di Ofena, è divenuto comune nel 1910.

### Simboli
Lo stemma e il gonfalone del Comune sono stati concessi dal Presidente della Repubblica il 6 marzo 2006.
(D.P.R. 6 marzo 2006)
Il gonfalone è un drappo di giallo con la bordatura di azzurro.

## Monumenti e luoghi d'interesse
L'attuale impianto architettonico del centro abitato, di formazione medievale, è quello del borgo privo di fortificazioni.
Da visitare le chiese del centro (San Rocco e Santa Lucia) ed il palazzetto della famiglia Mattozza. Interessante è la chiesa rurale di S. Maria delle Vicenne (X secolo), posta a circa 1000 metri di altezza, lungo un antico percorso che dalla Valle Tritana, passando per il paese, ed in particolare per l'abitato medievale di Randino, scavalcava la dorsale montana per penetrare nell'Altopiano del Voltigno, punto di confine con la provincia di Pescara.

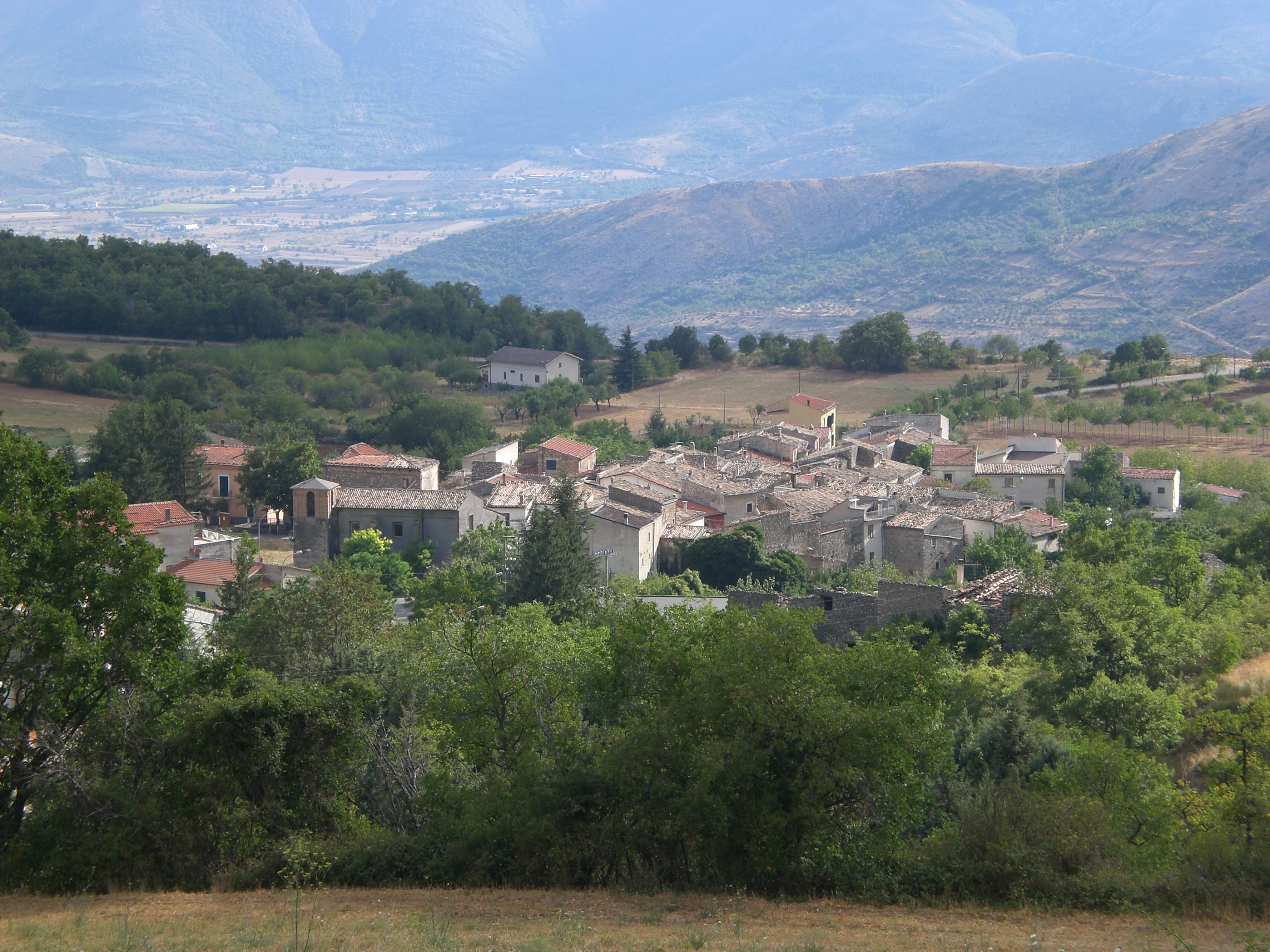
Panorama di Carrufo

Nella vicina frazione di Carrufo, antica Castrum Rufi le cui origini risalgono all'850 d.C., da visitare la chiesa San Carlo Borromeo e la chiesa diroccata della Madonna della Pietà situata fuori dal centro abitato in località Colle Venatorio dove sorgeva il primitivo nucleo poi trasferitosi nell'attuale ubicazione. Piccolo borgo, conserva gran parte del centro storico medievale. Carrufo, che conta appena una quarantina di abitanti residenti, si ripopola prevalentemente nel periodo estivo. La piccola frazione è balzata agli onori della cronaca in quanto originaria del luogo della nonna Iolanda del cantante italo-canadese Michael Bublé, star internazionale.

## Società

### Evoluzione demografica
Abitanti censiti

## Economia
Tipico centro pastorale e agricolo con produzione di olio d'oliva e vino e coltivazione del grano, anticamente era anche produttore di carbone vegetale.

## Amministrazione

### Gemellaggi
- Port Colborne